# Sebastian Wieser
Sebastian Wieser (* 14. Januar 1879 in Kirchweidach; † 11. Oktober 1937 in Augsburg), Pseudonym Sebastian Außhart, war ein römisch-katholischer Geistlicher und Schriftsteller.

## Leben
Wieser begann 1902, noch vor der Priesterweihe, Gedichte, Erzählungen und Volksschauspiele zu veröffentlichen, und blieb bis in die 1930er Jahre schriftstellerisch tätig. Seit der Studentenzeit war er mit Franz Schrönghamer-Heimdal befreundet und publizierte wie dieser 1920 in der Deutschen Katholiken-Zeitung. Beide wurden jedoch wegen antisemitischer Artikel von der Mitarbeit ausgeschlossen. Bereits sein Gedicht An Deutschland (1908) und später seine Gestaltung des Judas-Stoffs (1922) waren explizit antisemitisch.
Von 1916 bis 1926 war Wieser Pfarrer in Waal im Ostallgäu. In dieser Zeit schrieb er Texte für die Passions- und Heiligenspiele in Waal. Er war mit Josef Saier befreundet und verfasste für die von diesem gegründeten Volksschauspiele Ötigheim mehrere biblische Dramen. Von Waal aus besuchte er am 16. April 1924 Adolf Hitler während dessen neunmonatiger Haft in der Gefangenenanstalt Landsberg am Lech.
Wieser hatte die Rolle eines geistlichen Begleiters für Eugenie von der Leyen (1867–1929). Diese hatte in den 1920er Jahren mystische Erlebnisse, bei denen sie, wie sie sagte, mit Armen Seelen im Fegefeuer sprach. Wieser ermutigte sie, diese Erlebnisse in Tagebuchform aufzuschreiben, betrieb die Veröffentlichung und verbürgte sich für die Glaubwürdigkeit.
Von 1934 bis zu seinem Tod 1937 war Wieser Pfarrer in Seehausen am Staffelsee. Dort initiierte er 1935 die Seeprozession auf dem Staffelsee am Fronleichnamsfest.

## Veröffentlichungen (Auswahl)
- Brausende Klänge, 1902
- Rosen und Rosmarin, 1905

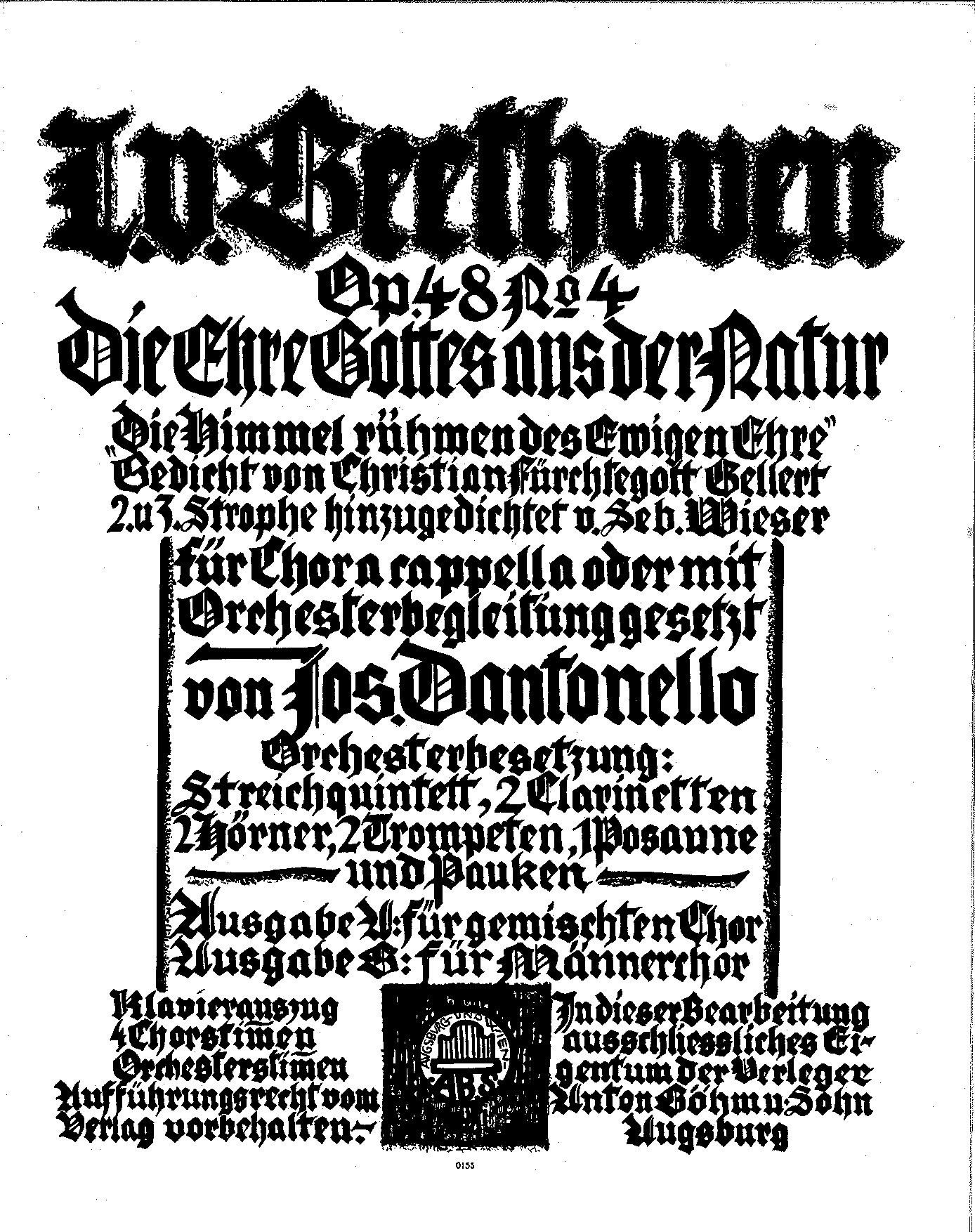
Titelseite der Bearbeitung von Beethovens Die Himmel rühmen durch Joseph Dantonello mit zusätzlichen Textstrophen von Sebastian Wieser

- Der Hauptmann von Köpenick, Operettenlibretto, 1907; Musik Erhard Kutschenreuter[9]
- In Lied und Leid. Ausgewählte Gedichte, 1908 (Abschrift, nicht fehlerfrei)
- Lindenblüten, Geschichten, 1908
- Der Goldner, Märchenoper, 1908
- Der Antichrist, Drama, 1911
- Via sacra. 14 Kreuzwegpredigten, 1911
- Die Eroberung von Mexiko, Erzählung, 1911
- Um die liebe Heimat, Erzählung, 1912
- Kleines Festspiel für Jugendvereine, 1913
- Zarathustras neue Avestalieder, 1914
- Land des Herzens, 1914
- Joseph, Drama, 1914
- Schildgesang, 1915
- P. Prokopius von Templin, ein deutscher Paulus im 17. Jahrhundert, 1916
- Judas. Der Kreuzweg des Verräters in sechs Stationen, 1922
- Johannes, 1923
- Verschonung, 1924
- Moses, 1927
- Ursan, 1929
- Die Eroberung, 1930
- Die Preiskuh, 1930
- Im Schatten des singenden Berges, 1933